# Dougie Lampkin
Dougie Lampkin ou Dougie, né le 23 mars 1976 à Silsden, est un pilote britannique de moto trial. Septuple Champion du Monde Outdoor de Moto Trial (1997 à 2003) et  quintuple Champion du Monde Indoor de Moto Trial (1997 à 2001), il est considéré comme le meilleur trialiste mondial avec le Catalan Jordi Tarrés.
Il est le fils de Martin Lampkin Champion du Monde de Trial en 1975 sur Bultaco.
Aujourd'hui il roule sur un beta evo.